# 매천 황현 오하기문
매천 황현 오하기문(梧下記聞)은 황현(黃玹, 1855-1910)이 저술한 친필 원본 7책으로, 「매천야록」의 저본(底本)으로 추정된다. 2019년 5월 7일 대한민국의 국가등록문화재 제747호로 지정되었다.

## 개요
조선말부터 대한제국기의 역사가이자 시인이며, 경술국치 직후 순절(殉節)한 황현(黃玹, 1855-1910)이 저술한 친필 원본 7책으로, 「매천야록」의 저본(底本)으로 추정된다. 19세기 후반부터 1910년까지의 역사적 사실과 의병항쟁 등을 비롯한 항일활동을 상세하게 전함으로써 한국근대사 연구에 중요한 가치가 있다고 평가받고 있다. 「오하기문」이란 표제는 황현이 거처한 정원에 오동나무가 있었는데, 그 아래에서 이 글을 기술하였다는데서 유래하며, 「매천야록」과 마찬가지로 자유로운 방식으로 당시의 역사를 보고 들은대로 기록하였다.

## 같이 보기
- 황현

## 참고 자료
- 매천 황현 오하기문 - 국가유산청 국가유산포털